# Listă de atei din știință și tehnologie

## Știință și tehnologie
- Julius Axelrod (1912–2004)[1]
- Edward Battersby Bailey[2]
- Patrick Bateson (1938–)[3]
- William Bateson (1861–1926)[4]
- Patrick Blackett (1897–1974)[5]
- Susan Blackmore (1951–)[6]
- Hermann Bondi (1919–2005)[7]
- Paul D. Boyer (1918–)[8]
- Calvin Bridges (1889–1938)[9]
- Sheldon Brown (1944–2008)[10]
- Ruth Mack Brunswick (1897–1946)[11]
- Sean M. Carroll (1966–)[12]

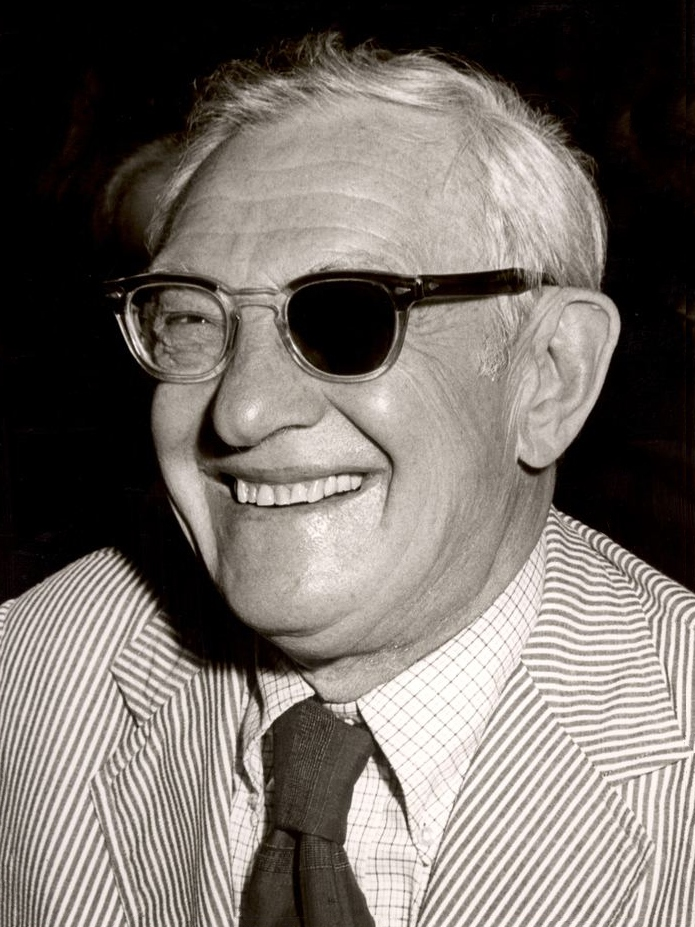
Axelrod

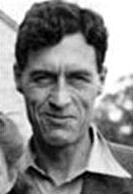
Blackett

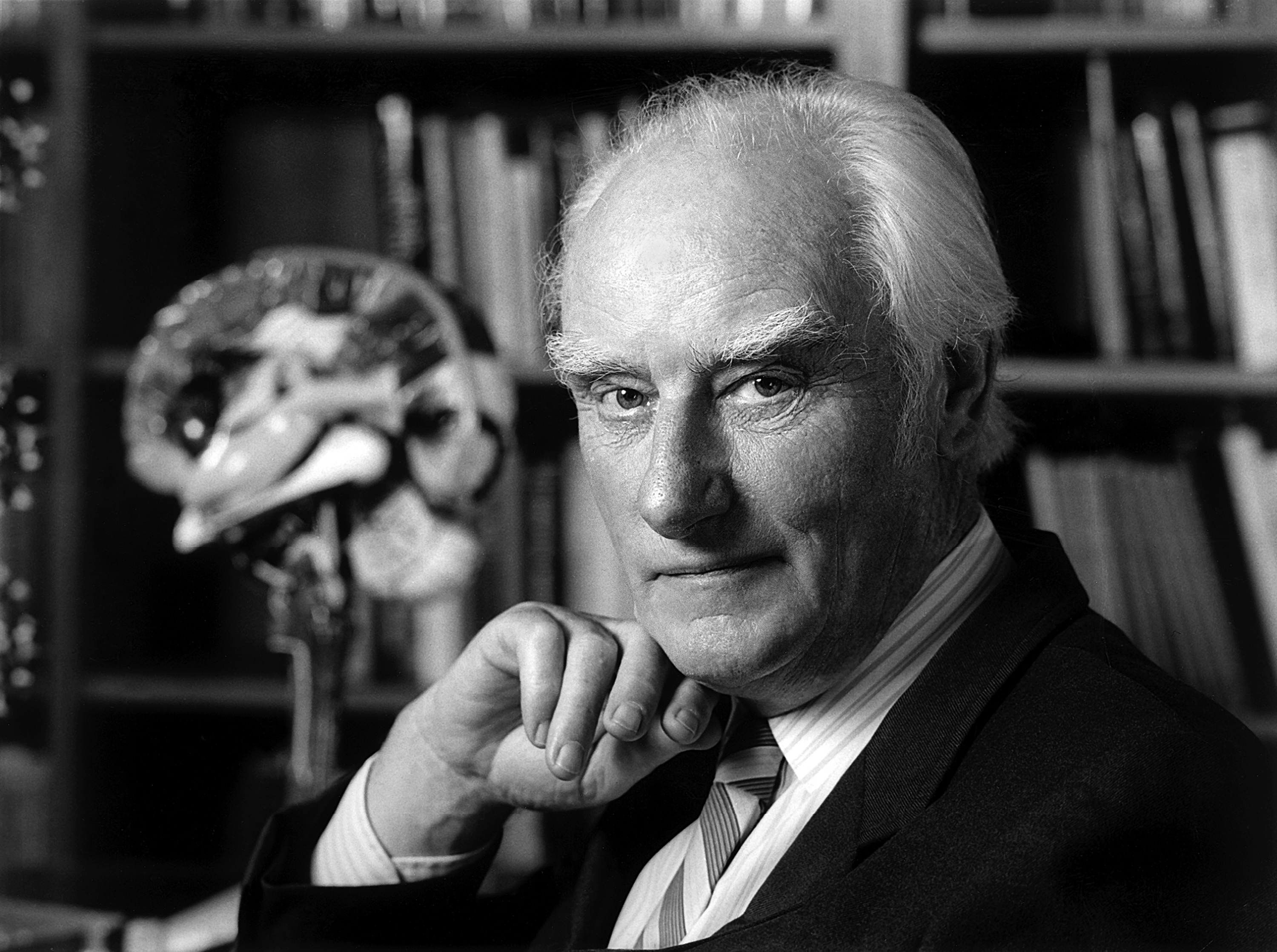
Crick

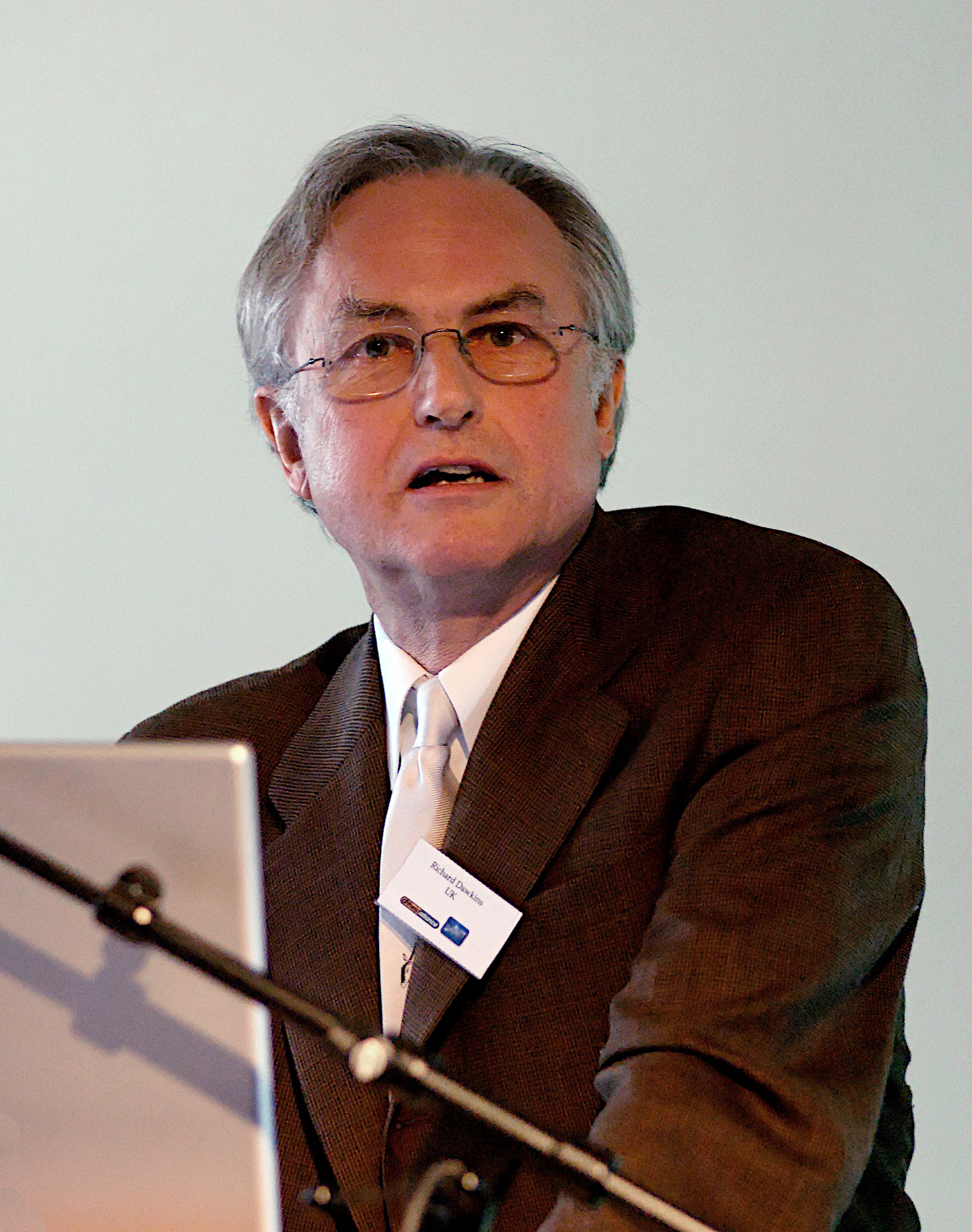
Dawkins

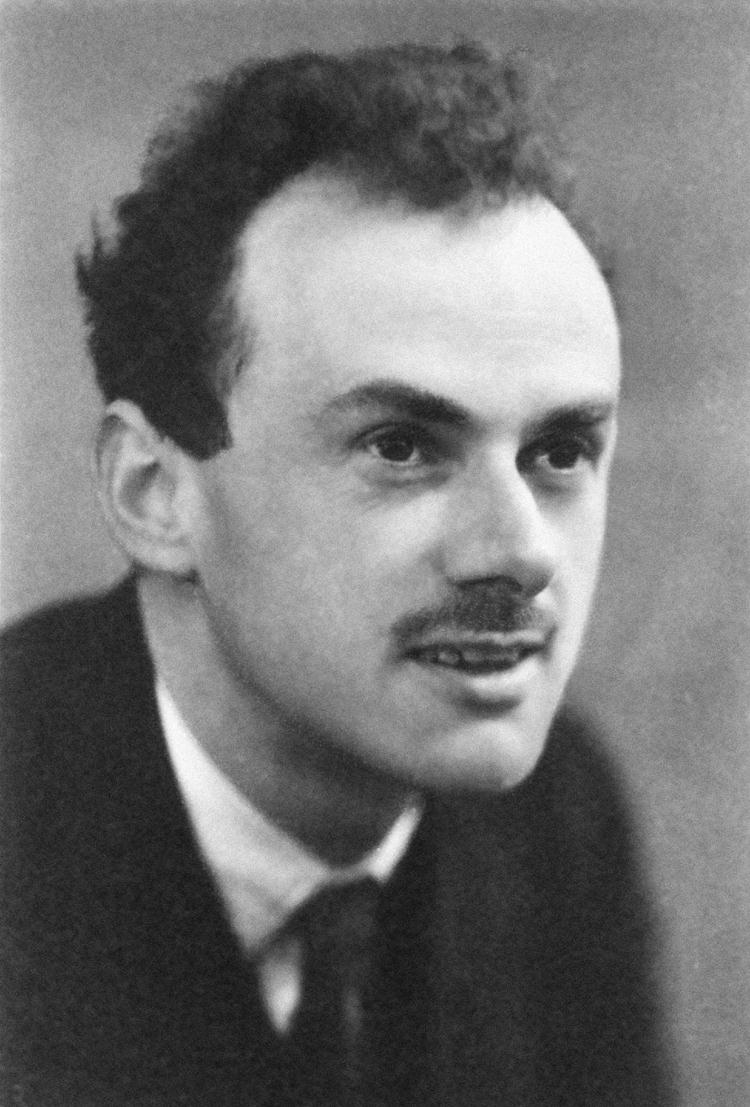
Dirac

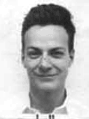
Feynman

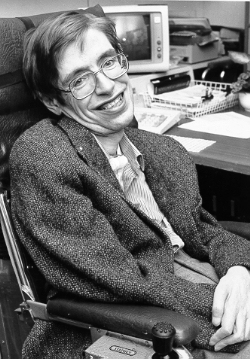
Hawking

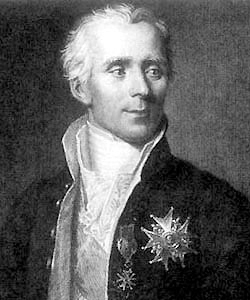
Laplace

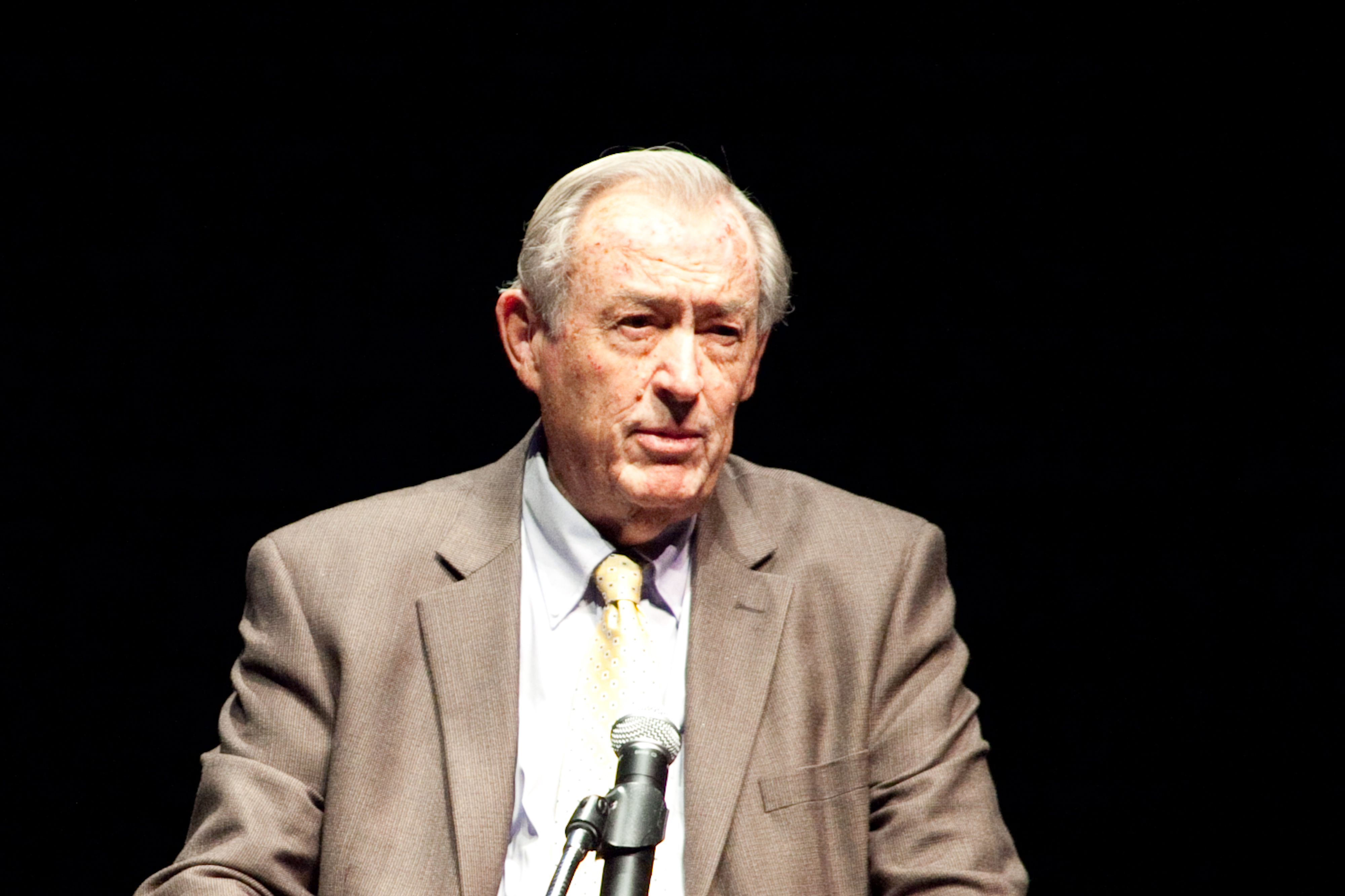
Leakey

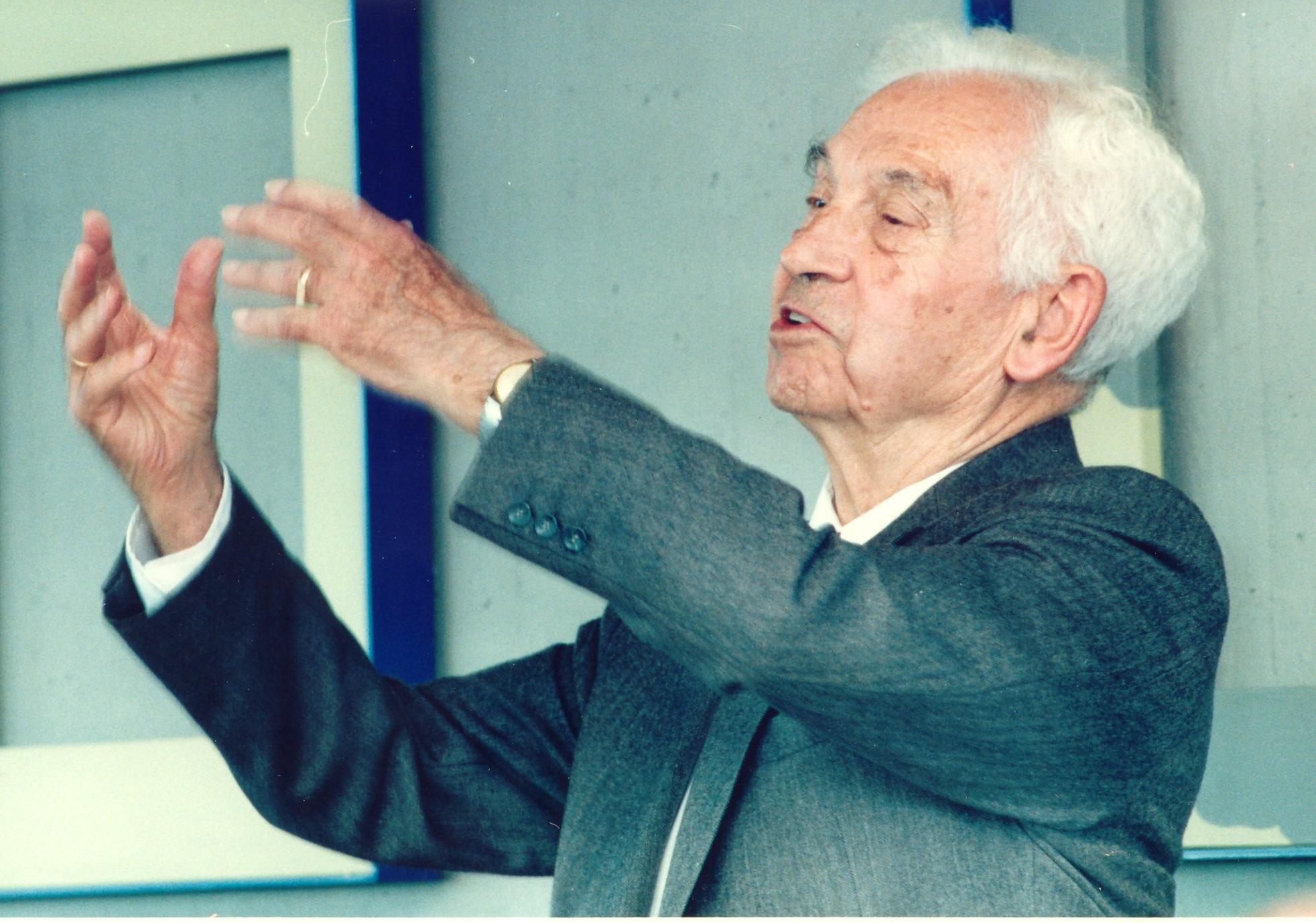
Mayr

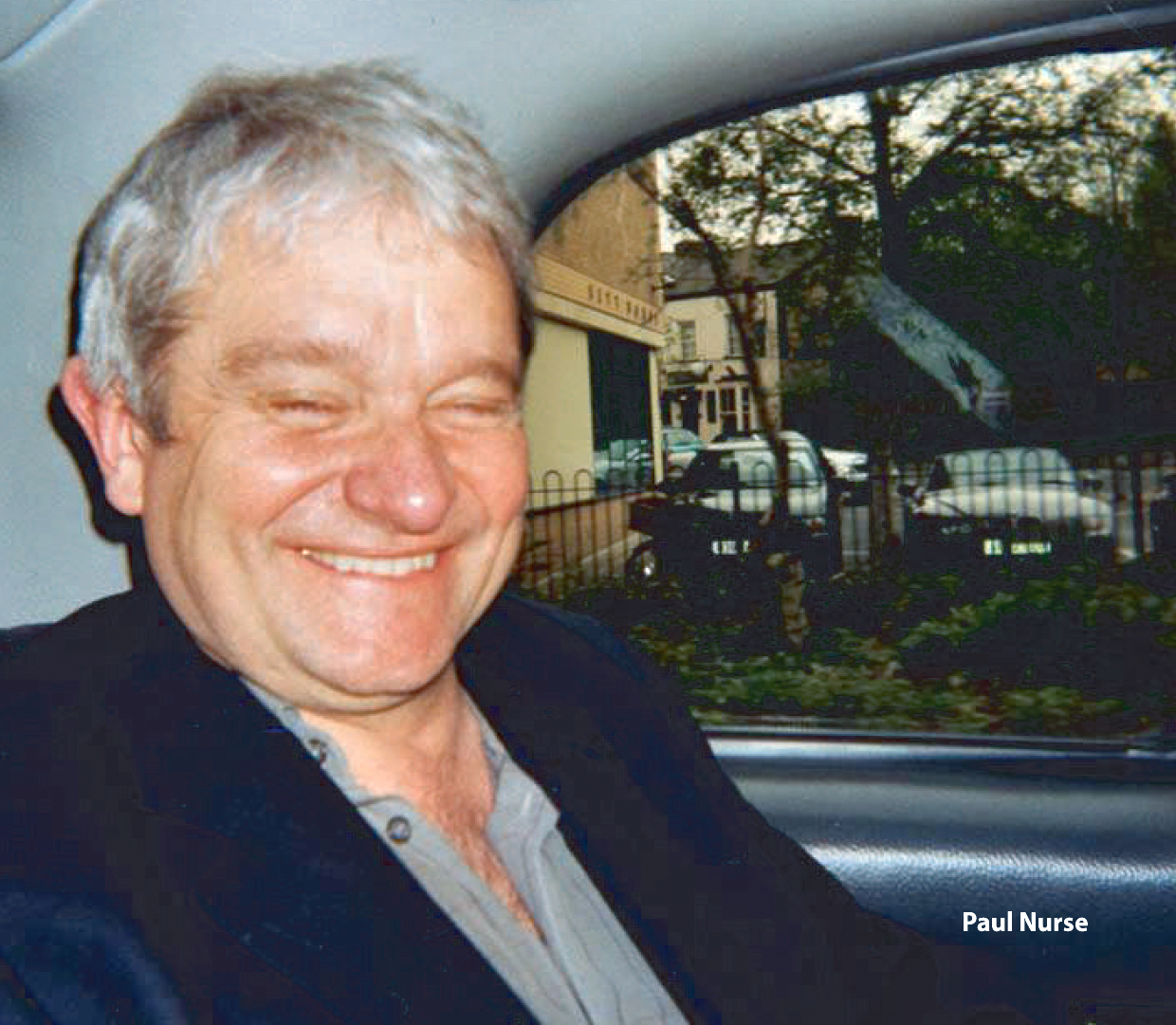
Nurse

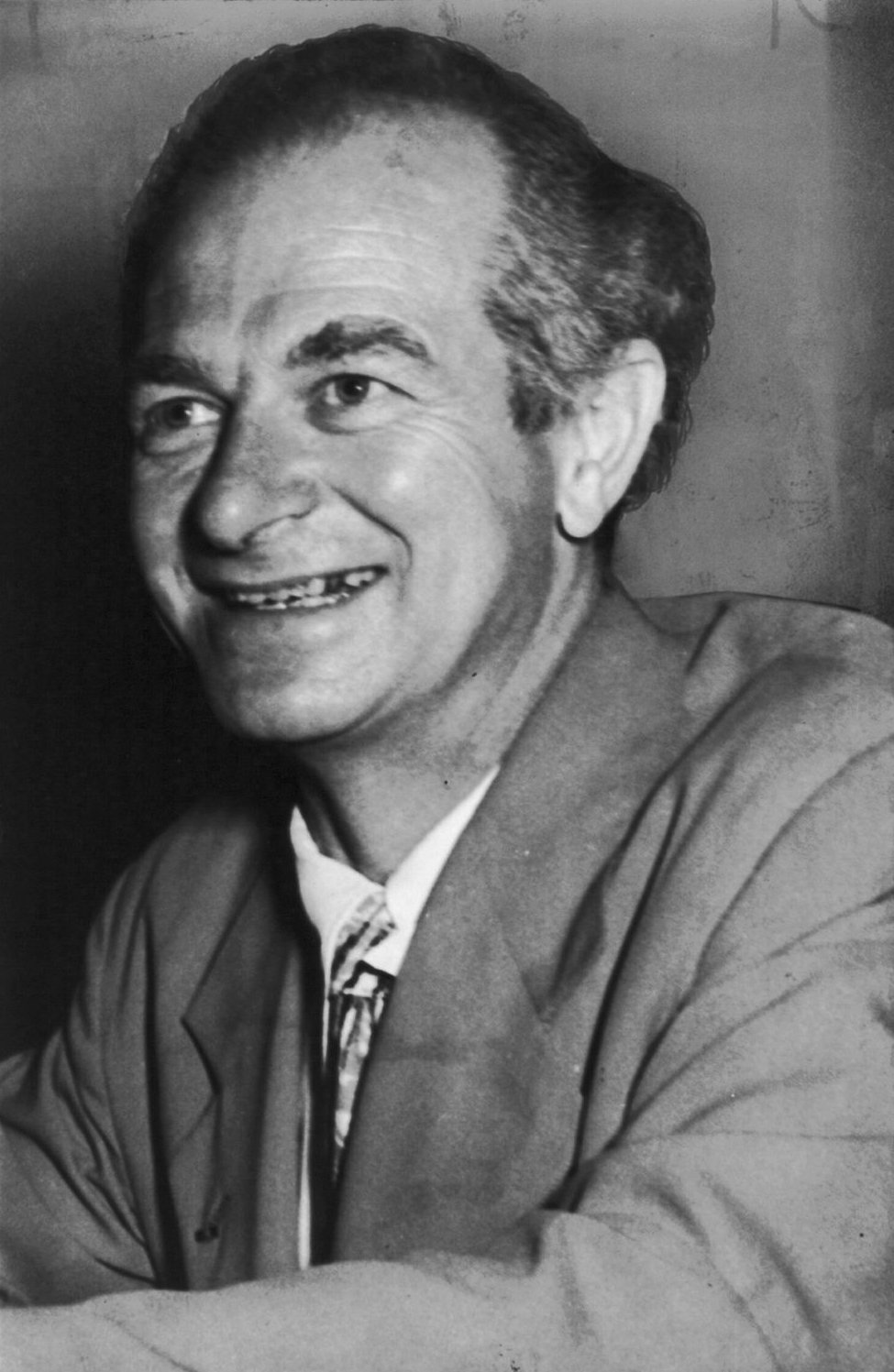
Pauling

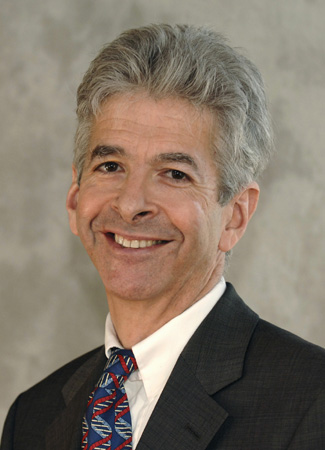
Plasterk

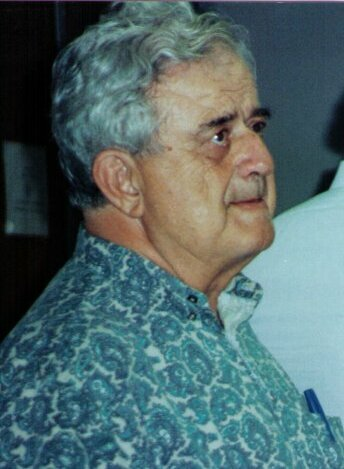
Rosenbluth

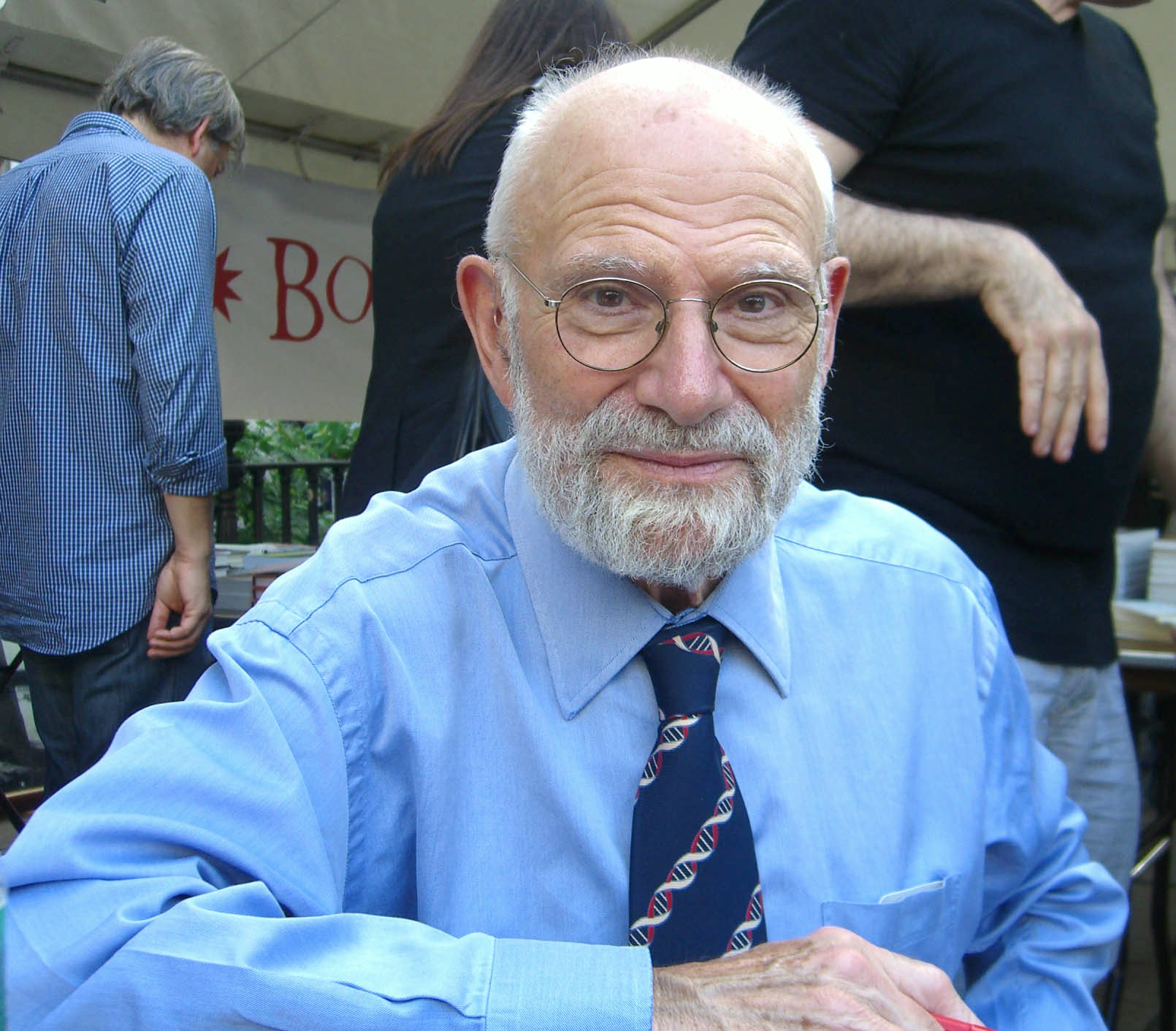
Sacks

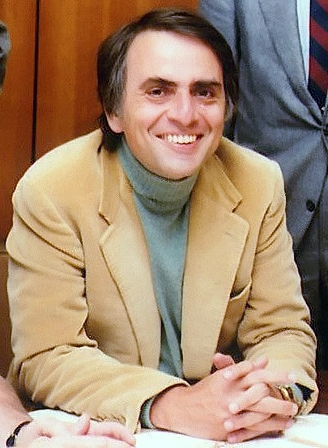
Sagan

- Subrahmanyan Chandrasekhar (1910–1995)[13]
- William Kingdon Clifford (1845–1879)[14]
- Frank Close (1945–)[15]
- Jerry Coyne (1949–)[16]
- Francis Crick (1916–2004)[17]
- Howard Dalton (1944–2008)[18]
- Richard Dawkins (1941–)[19]
- Arnaud Denjoy (1884–1974)[20]
- Paul Dirac (1902–1984)[21]
- Albert Ellis (1913–2007)[22].
- Sandra Faber (1944–)[23]
- Leon Festinger (1919–1989)[24].
- Richard Feynman (1918–1988)[25]
- Sigmund Freud (1856–1939)[26]
- Erich Fromm (1900–1980)[27]
- Christer Fuglesang (1957–)[28]
- Vitaly Ginzburg (1916–2009)[29]
- Stephen Jay Gould (1941–2002)[30]
- Susan Greenfield (1950–)[31]
- Jonathan Haidt (c.1964–)[32]
- Stephen Hawking[33]
- Edward Thomas Hall (1924–2001)[34]
- James Hall (1761–1832)[35]
- Frédéric Joliot-Curie (1900–1958)[36][37]
- Lawrence Krauss (1954-)[38]
- Harold Kroto (1939–)[39]
- Alfred Kinsey (1894–1956)[40]
- Pierre-Simon Laplace (1749 –1827)[41]
- Richard Leakey (1944–)[42]
- H. Christopher Longuet-Higgins (1923–2004)[43]
- Samarendra Maulik (1881–1950)[44]
- John Maynard Smith (1920–2004)[45]
- Ernst Mayr (1904–2005)[46]
- Jonathan Miller (1934–)[47]
- Peter D. Mitchell (1920–1992)[48]
- Jacques Monod (1910–1976)[49]
- Fritz Müller (1821–1897)[50]
- Hermann Joseph Muller (1890–1967)[51]
- PZ Myers (1957–)[52]
- Paul Nurse (1949–)[53]
- Robert L. Park (1931)[54]
- John Allen Paulos (1945–)[55]
- Francis Perrin (1901–1992)[56]
- Massimo Pigliucci (1964–)[57]
- Oliver Sacks (1933–)[58]
- Carl Sagan (1934–1996)[59]
- Robert Sapolsky (1957–)[60]
- Marcus du Sautoy (1965–)[61]
- Amartya Kumar Sen (1933–)[62]
- Claude Shannon (1916–2001)[63]
- Richard Stallman (1953–)[64]
- Victor J. Stenger (1935–)[65]
- Leonard Susskind (1940–)[66]
- Raymond Tallis (1946–)[67]
- Frank Tipler (1947–)[68]
- Gherman Titov (1935–2000)[69]
- Linus Torvalds (1969–)[70]
- Alan Turing (1912–1954)[71]
- William Grey Walter (1910–1977)[72]
- Lewis Wolpert (1929–)[73]
- Steve Wozniak (1950–)[74]
- Elizur Wright (1804–1885)[75]
- Will Wright (1960–)[76]
- Victor Weisskopf (1908–2002)[77]